# Parapallene obtusirostris
Parapallene obtusirostris är en havsspindelart som beskrevs av Clark, W.C. 1963. Parapallene obtusirostris ingår i släktet Parapallene och familjen Callipallenidae. Inga underarter finns listade i Catalogue of Life.